# Liste der Fluggesellschaften in Japan
Dieser Artikel listet die japanischen Fluggesellschaften.

## Erklärungen

Schematische Darstellung mit Einordnung in Anteilseigner, Codeshare-Partner und Aufgabenfeld

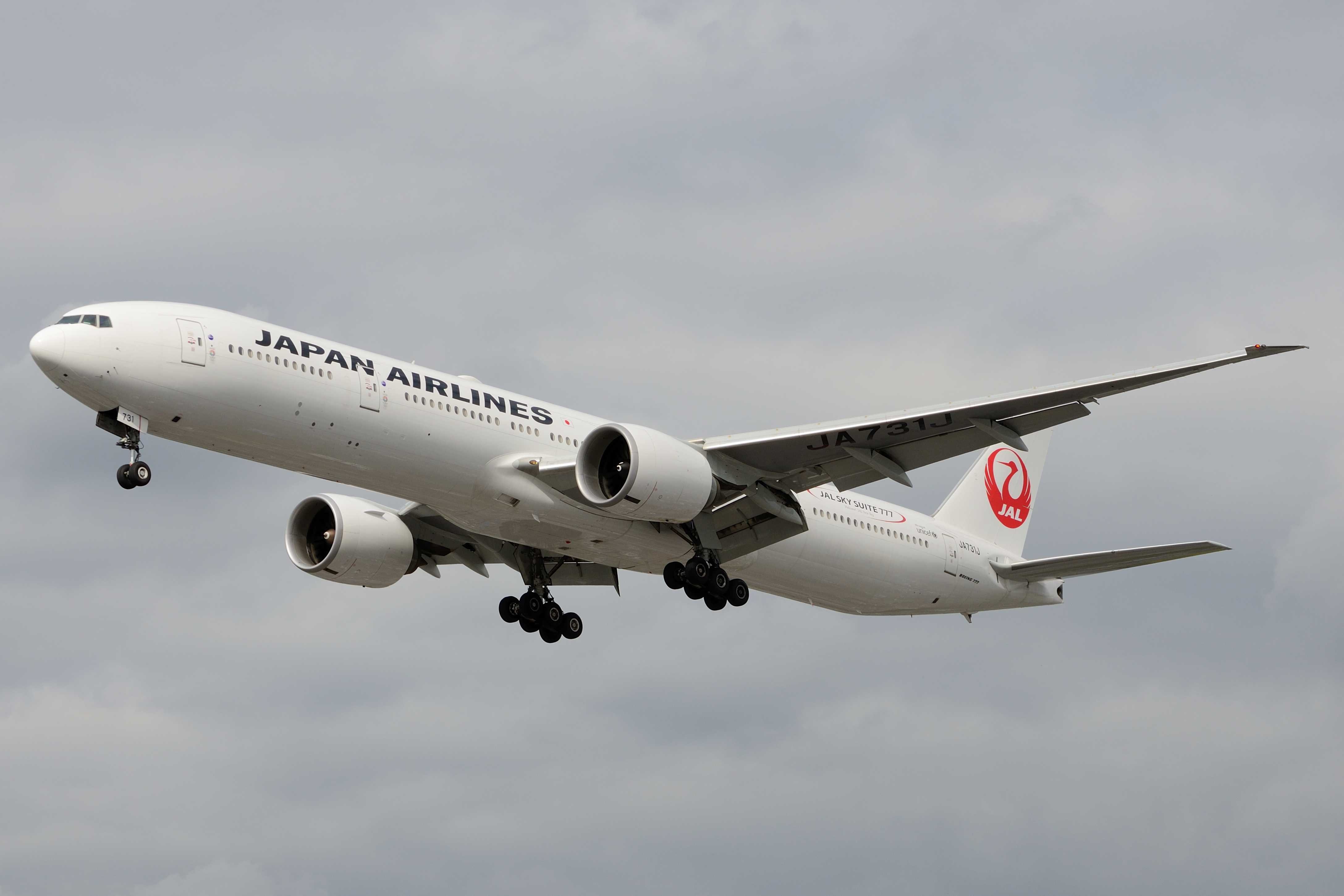
Boeing 777-300ER der Japan Airlines

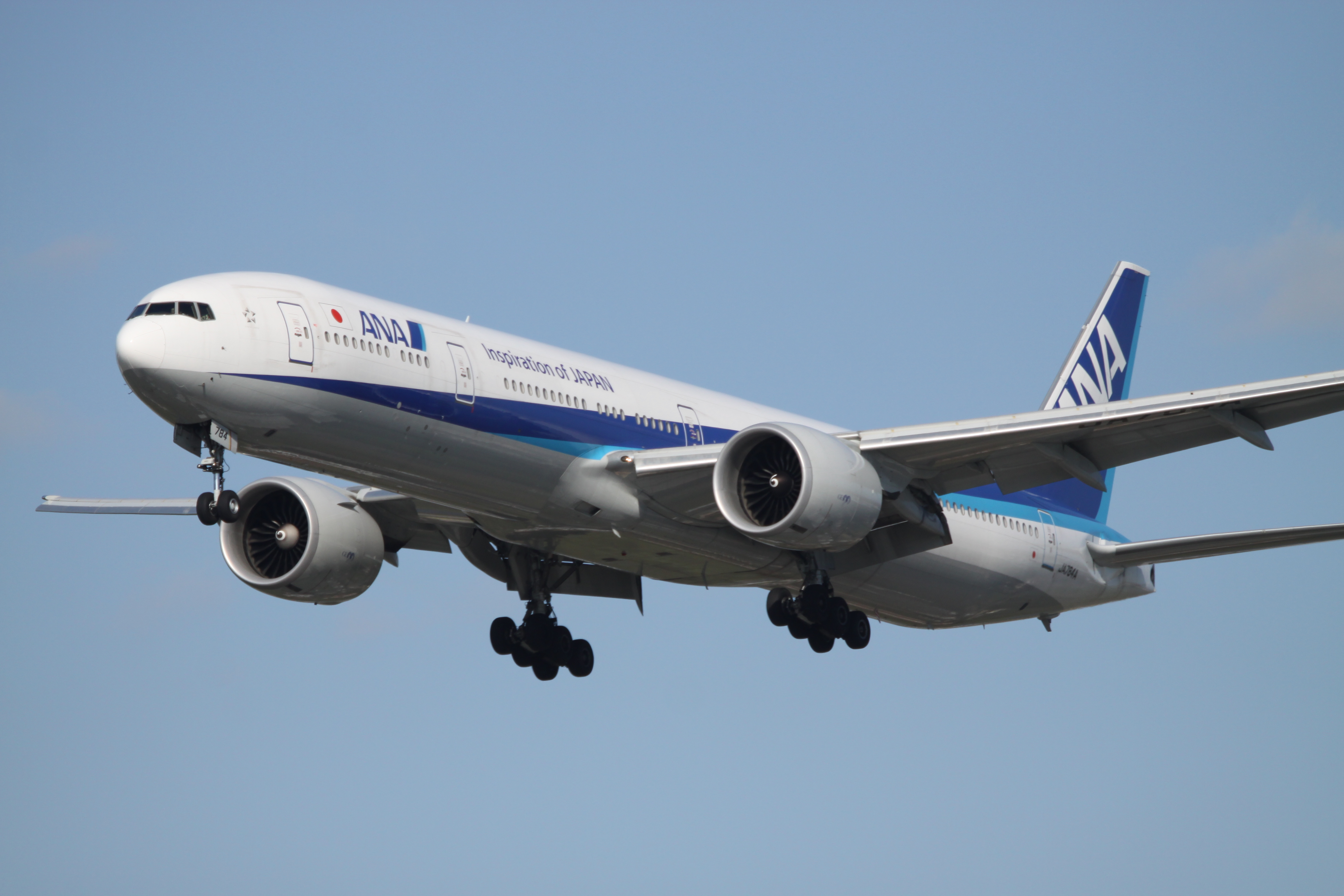
Boeing 777-300ER der All Nippon Airways

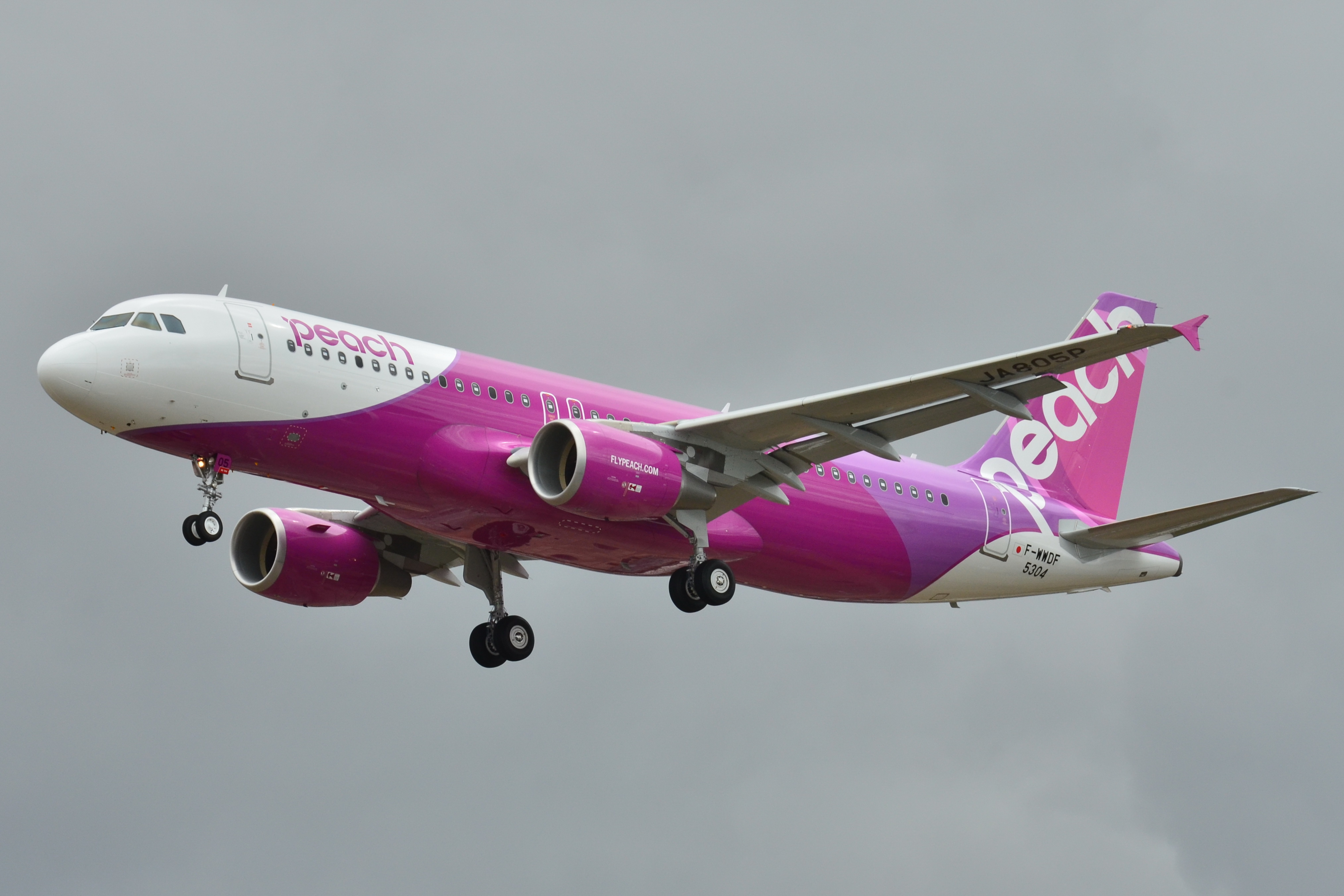
Airbus A320-200 der Peach Aviation

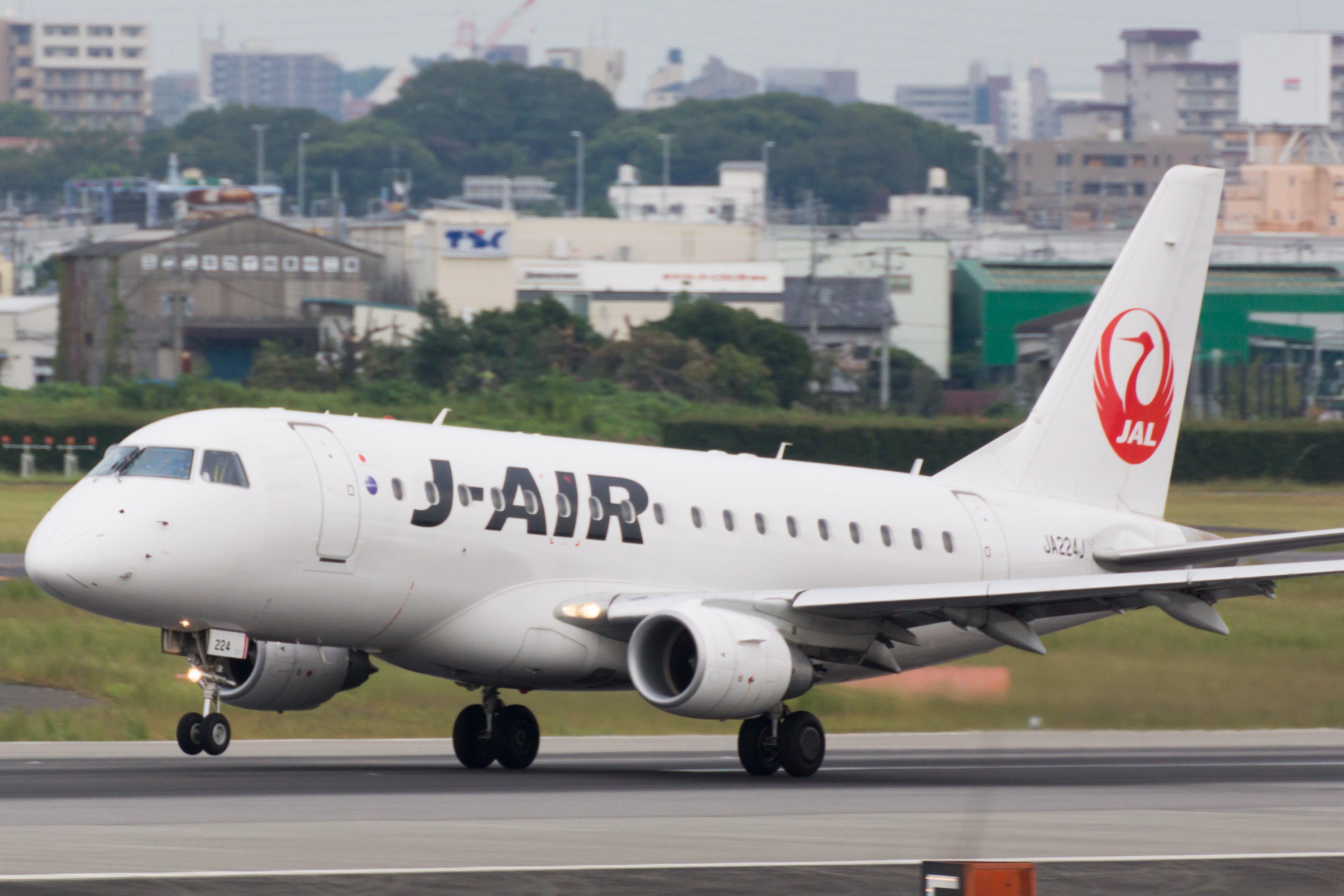
Embraer 170 der J-Air

- P: „normale“ Passagierfluggesellschaft mit Linienflügen
- B: Billigfluggesellschaft
- T: Transportfluggesellschaft
- R: führt Regierungsflüge durch
- C: Charterflüge
- A: Ambulance-Flüge
- I: ausschließlich Inlandsflüge

| Fluggesellschaft       | IATA | ICAO | Rufzeichen      | Bemerkungen |
| ---------------------- | ---- | ---- | --------------- | ----------- |
| Air Do                 | HD   | ADO  | AIR DO          | B, I        |
| Air Japan              | NQ   | AJX  | AIR JAPAN       | C, T        |
| airtransse             | -    | TSQ  | AIRTRA          | I           |
| All Nippon Airways     | NH   | ANA  | ALL NIPPON      | P, R, C     |
| Amakusa Airlines       | -    | AHX  | AMAKUSA AIR     | P           |
| ANA Wings              | EH   | AKX  | ALFA WING       | P           |
| Fuji Dream Airlines    | JH   | FDA  | FUJI DREAM      | I           |
| Hokkaido Air System    | -    | NTH  | NORTH AIR       | I           |
| Ibex Airlines          | FW   | IBX  | IBEX            | I           |
| J-Air                  | XM   | JLJ  | J-AIR           | I           |
| Japan Air Commuter     | 3X   | JAK  | COMMUTER        | I           |
| Japan Airlines         | JL   | JAL  | JAPANAIR        | P, C        |
| Japan Transocean Air   | NU   | JTA  | JAY OCEAN       | I           |
| Jetstar Japan          | GK   | JJP  | ORANGE LINER    | B           |
| New Central Airservice | -    | CUK  | CHUOH AIR       | P, I        |
| New Japan Aviation     | -    | NJA  | SHIN NIHON      | P, C, I     |
| Nippon Cargo Airlines  | KZ   | NCA  | NIPPON CARGO    | T           |
| Oriental Air Bridge    | OC   | ORC  | ORIENTAL BRIDGE | C, I        |
| Peach Aviation         | MM   | APJ  | AIR PEACH       | B           |
| Ryukyu Air Commuter    | -    | RAC  | RYUKYU          | I           |
| Skymark                | BC   | SKY  | SKYMARK         | B, C        |
| Solaseed Air           | 6J   | SNJ  | NEWSKY          | B, I        |
| Spring Airlines Japan  | IJ   | SJO  | JEY SPRING      | B           |
| StarFlyer              | 7G   | JFG  | STAR LINK       | B           |
| ZIPAIR Tokyo           | ZG   | TZP  | ZIPPY           | B           |